# Battaglia di Frankenhausen
La cosiddetta battaglia di Frankenhausen (o meglio massacro di Frankenhausen), combattuta il 14-15 maggio 1525, nei pressi di Frankenhausen nella contea di Schwarzburg, pose fine alla guerra dei contadini tedeschi scoppiata in Germania tra il 1524 ed il 1525.

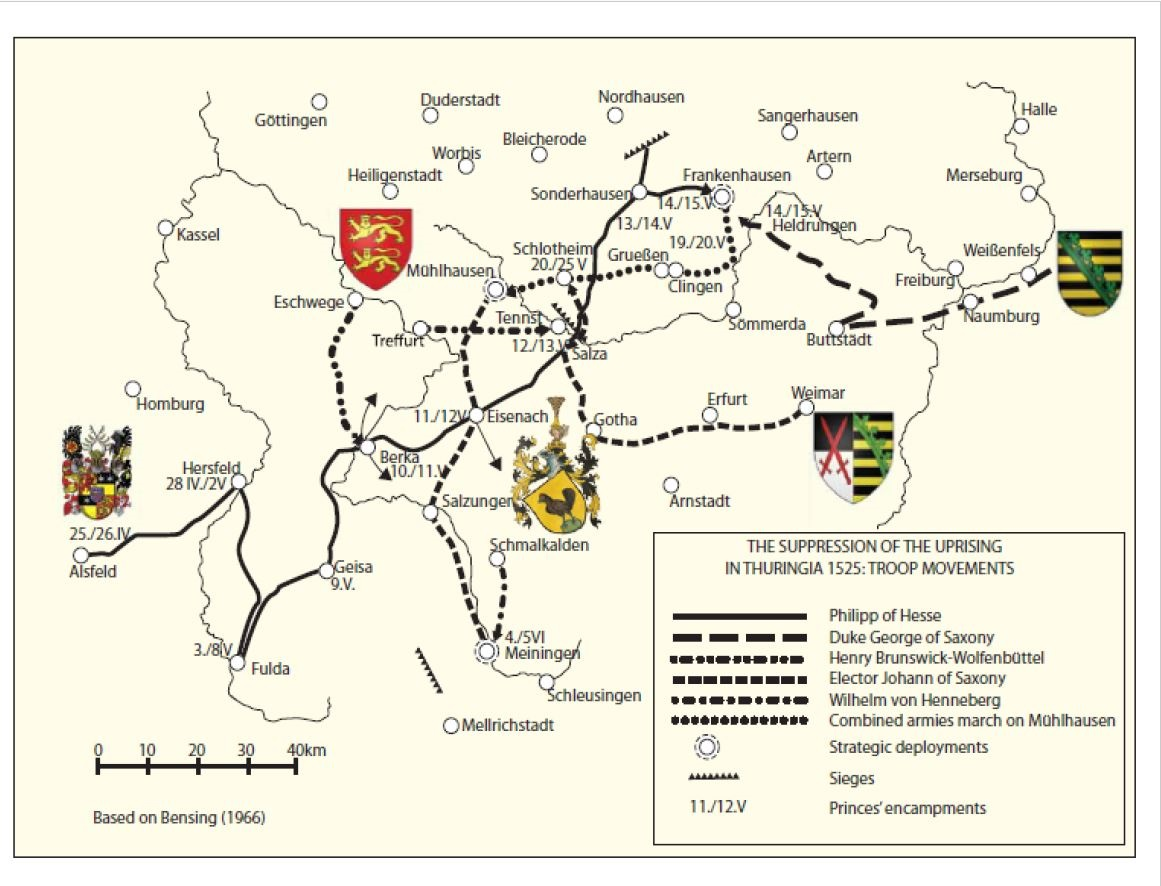
Movimento delle truppe durante la repressione delle rivolte contadine nel 1525

## Prodromi
Il movimento era iniziato nel 1524, quando le comunità riformate, sotto l'impulso del millenarista Thomas Müntzer, proclamarono il loro diritto di scegliere liberamente il proprio pastore.
Il 29 aprile 1525, le lotte dentro e intorno a Frankenhausen erano culminate in un'aperta rivolta. Gran parte dei cittadini si unì alla sommossa, occupando il municipio e assaltando il castello degli Schwarzburg. 

Nei giorni seguenti, un numero crescente di ribelli si radunò intorno alla città, e quando Müntzer arrivò da Mühlhausen, l'11 maggio, con 300 guerrieri, trovò diverse migliaia di contadini provenienti dalle vicine Turingia e Sassonia accampati nei campi circostanti la città.
Filippo I d'Assia e suo suocero Giorgio di Sassonia si erano diretti a Mühlhausen, ma quando arrivò la notizia che Müntzer si era spostato a Frankenhausen decisero di muovere i loro Lanzichenecchi contro questa città.

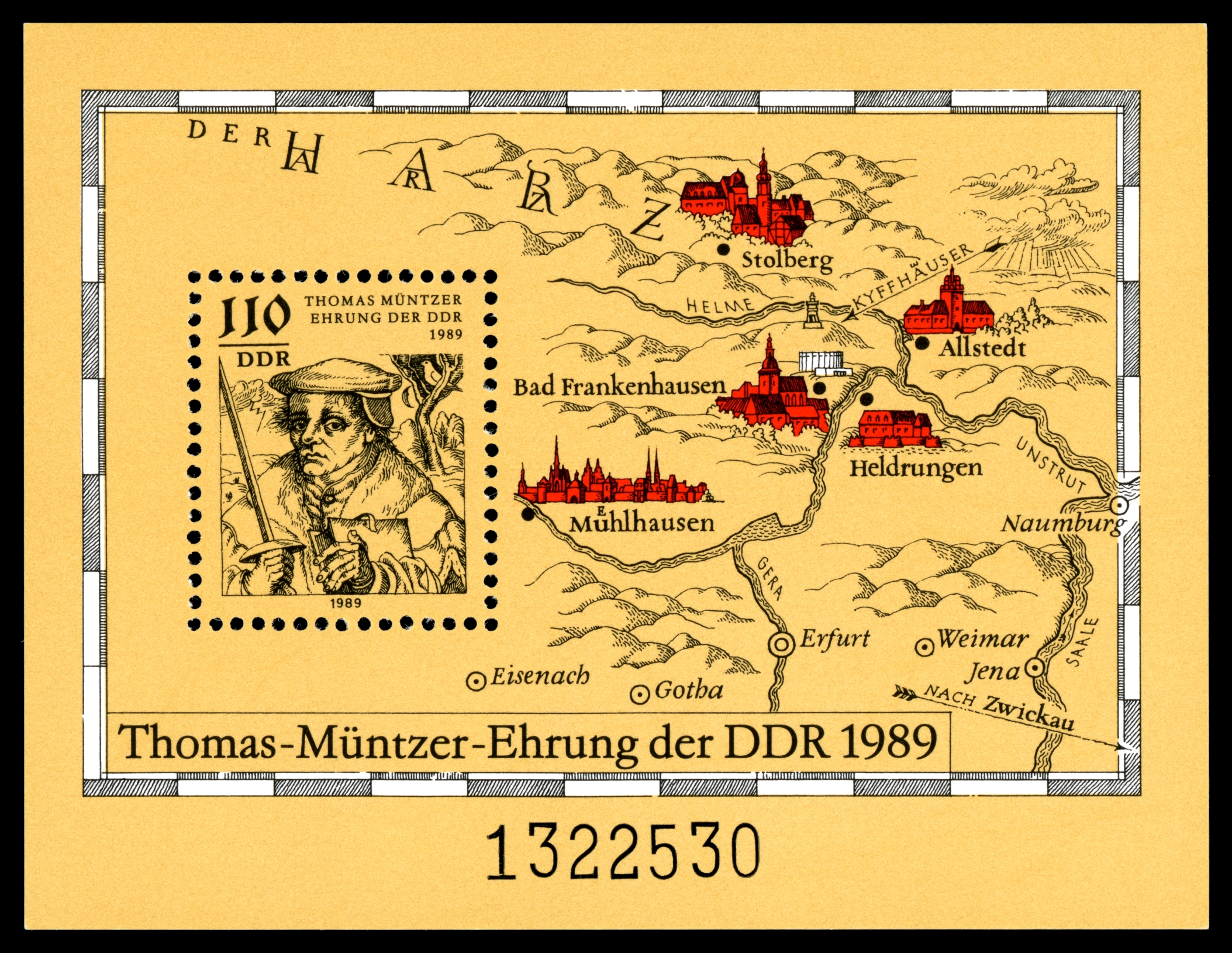
Francobollo dedicato a Tommaso Müntzer, emesso dalla DDR nel 1989.

## Prime schermaglie
I principi avevano avuto difficoltà nel reclutare i loro mercenari, che erano meglio equipaggiati ed organizzati degli insorti, anche se il morale e la disciplina dipendevano molto dall'entità della paga. 
I contadini invece erano malamente armati, con un insieme di attrezzi agricoli e armi da fuoco, quest'ultime provenienti, in massima parte, da coloro che servivano nelle milizie locali (Landwehr).
Il 14 maggio gli insorti riuscirono a respingere con successo sia un gruppo mandato in ricognizione che i rinforzi sopraggiunti, ma poi decisero di non inseguire le truppe dei Principi e di attestarsi in una fortezza di carri su una collina che dominava la città.
Intanto la colonna principale delle truppe dei principi d'Assia e di Brunswick era appena arrivata e, dopo una marcia notturna, aveva bisogno di riposare. Probabilmente se gli insorti avessero preso l'iniziativa l'esito della battaglia sarebbe potuto essere diverso. 

Venne invece decisa una tregua per consentire un negoziato (i principi reclamavano la consegna del Müntzer). Questo diede tempo anche all'esercito di Giorgio di Sassonia, che proveniva da est, di congiungersi alle altre truppe passando di fianco alla città senza dover combattere.

## La battaglia
Si ritiene che la tregua sia stata interrotta intorno a mezzogiorno, quando divenne chiaro che Müntzer non sarebbe stato consegnato. 

I principi ordinarono un cannoneggiamento che sconvolse le file dei rivoltosi. Seguì una serie di ondate di attacchi della cavalleria e dei fanti, che scatenarono il panico tra le poco organizzate truppe contadine, costringendole alla fuga ed a ritirarsi in disordine nella città, che però venne rapidamente conquistata dai lanzichenecchi e che si diedero al saccheggio massacrando gli insorti ed i cittadini considerati complici. 

Le cifre relative alle vittime sono inaffidabili, ma le perdite contadine sono state stimate a più di 7 000 mentre tra i lanzichenecchi vi sarebbero stati solo sei morti. Müntzer stesso fu catturato nella città, torturato affinché abiurasse ai suoi principi ed infine giustiziato con una decapitazione, a Mühlhausen il 27 maggio 1525.